# Bruckhaufen

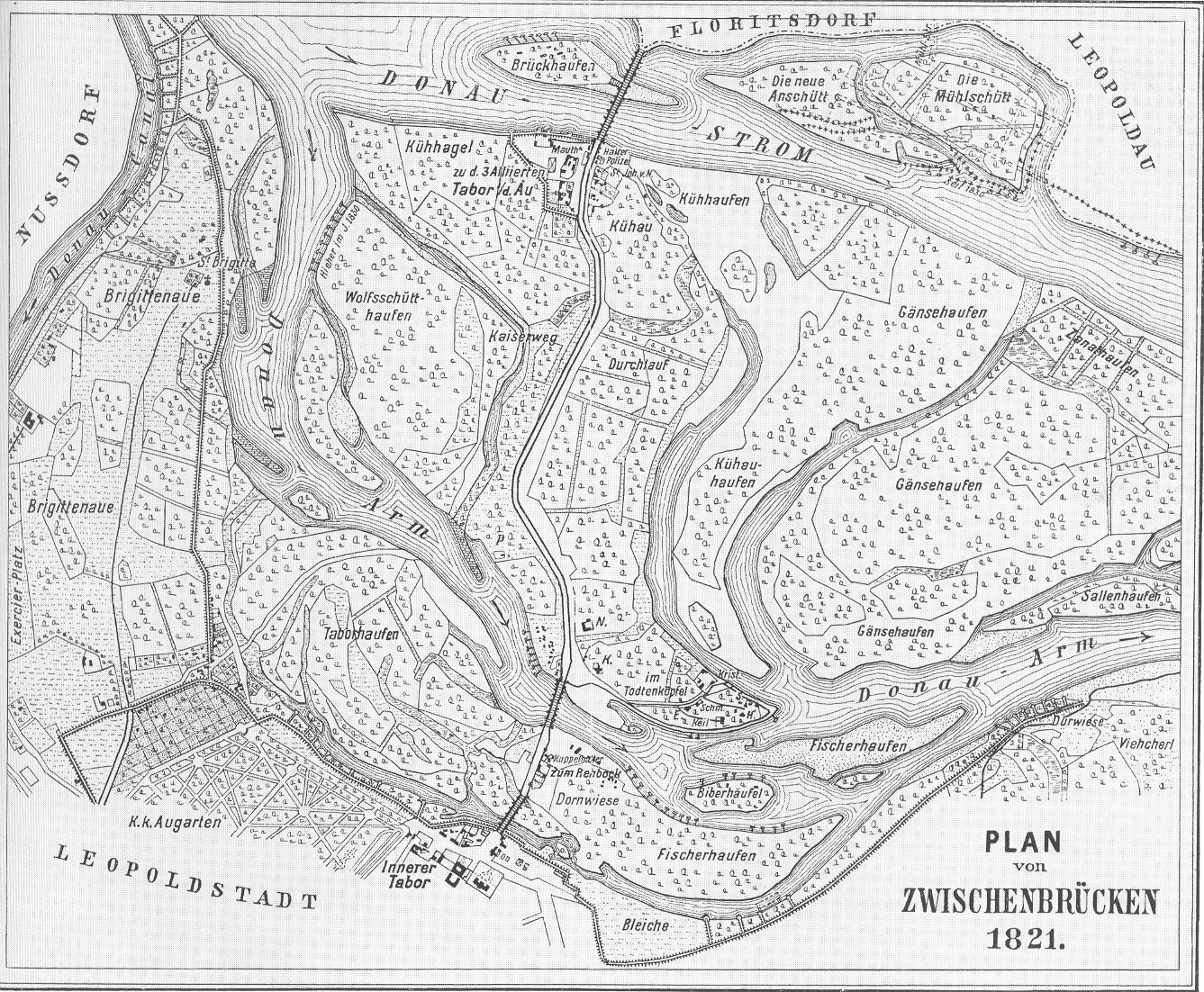
Die Insel Kleiner Bruckhaufen auf einem Plan von 1821 (oben mittig; Großer Bruckhaufen südlich des Donau-Stroms gelegen)

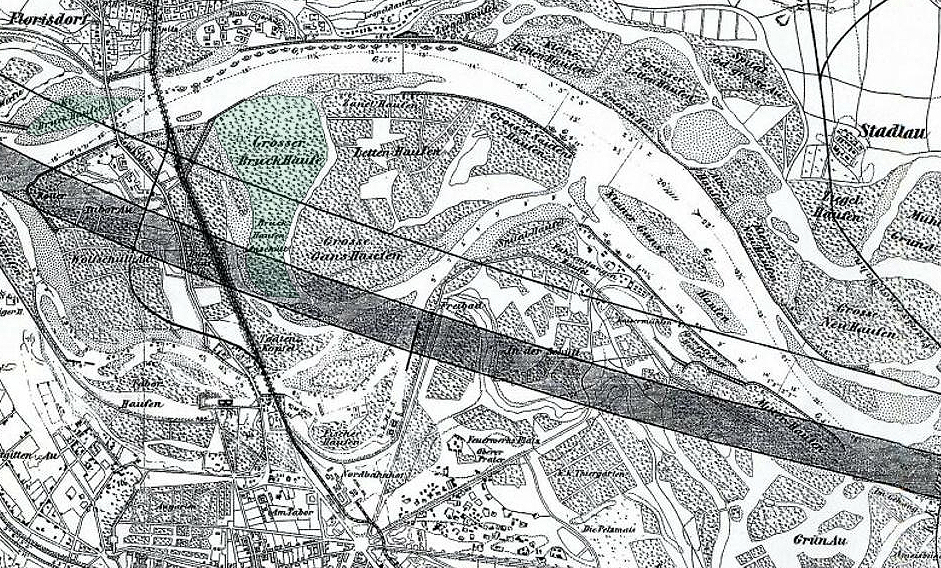
Wien Donaulandschaft vor dem Durchstich (Auszug), 1868 (Grün: Kleiner und Großer Bruckhaufen)

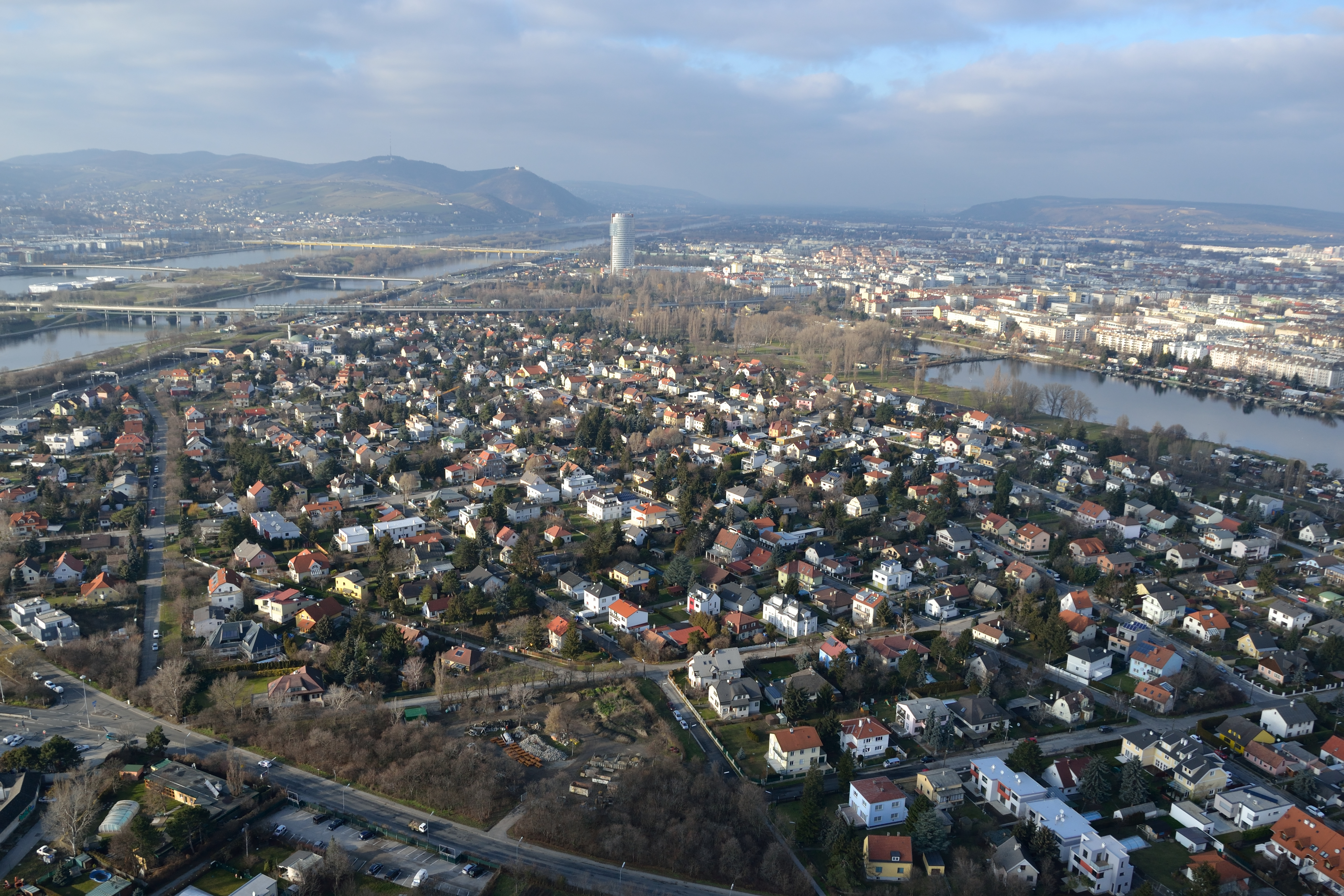
Blick vom Donauturm auf (den Großen) Bruckhaufen

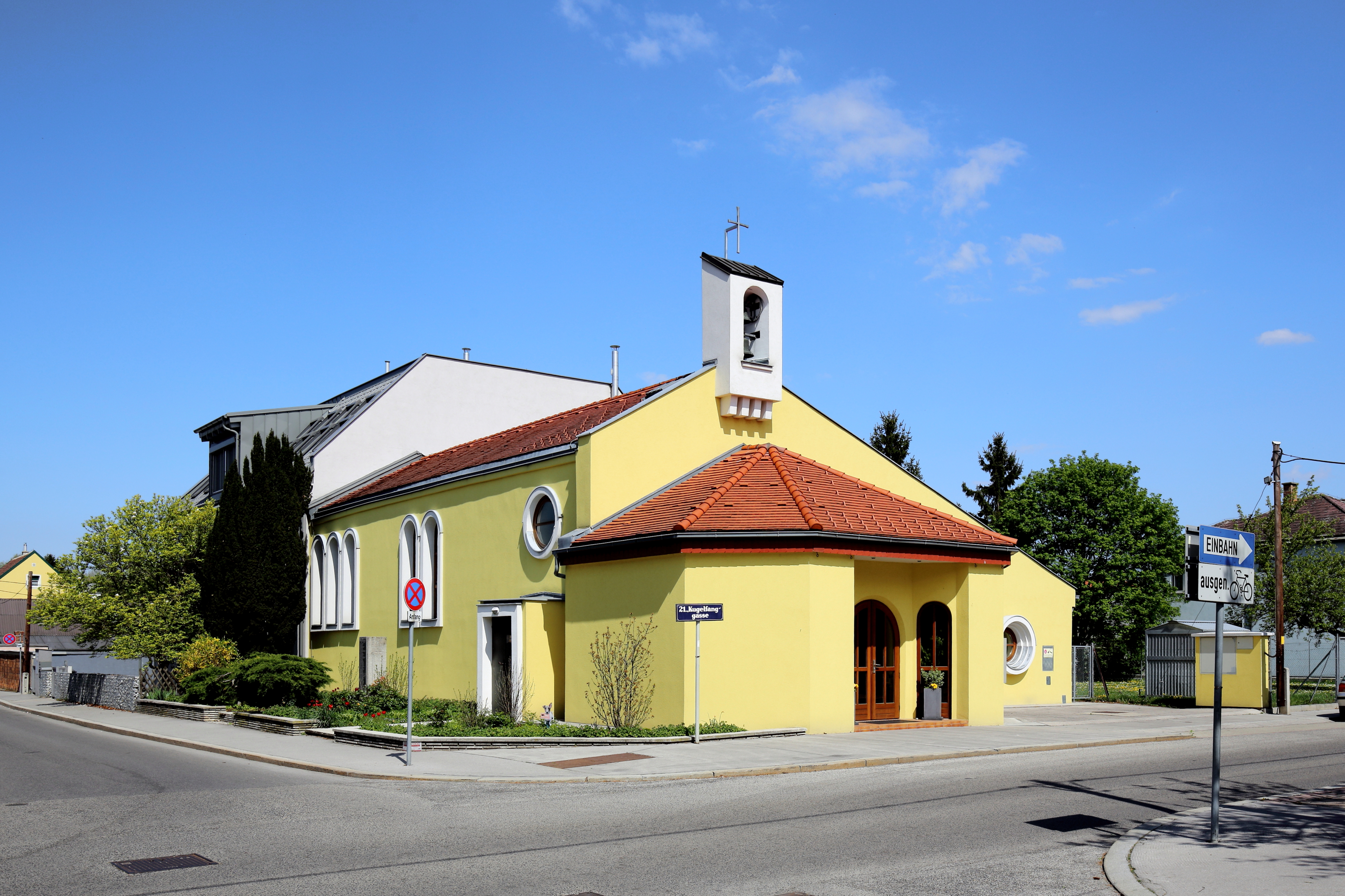
St. Elisabeth, Kugelfanggasse 31

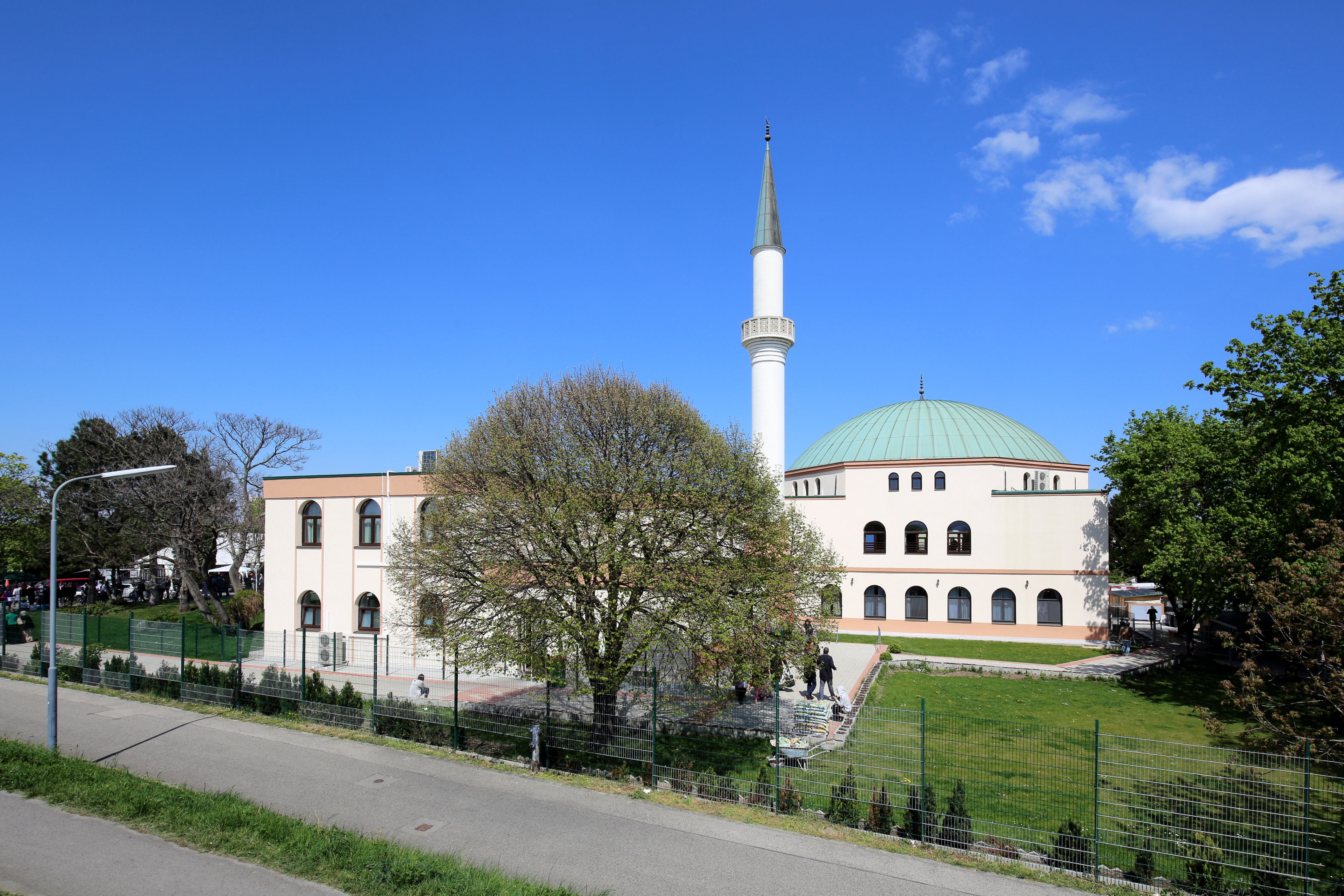
Moschee, Am Bruckhaufen 3

Bruckhaufen ist ein Teil des Wiener Gemeindebezirkes Floridsdorf. Er gehört zur Katastralgemeinde Donaufeld. Haufen war zur Zeit vor der Wiener Donauregulierung der Name für Schotter- und Sandinseln, Bruckhaufen bezeichnete zunächst eine Insel zwischen zwei Brücken. Der Flurname ging dann auf die hier entstandene Siedlung über.

## Geographie
Südlich und östlich bildet die Donauturmstraße die Grenze zum Bezirk Donaustadt. Westlich wird der Ortsteil von der Donauuferautobahn mit der Begleitstraße Am Bruckhaufen und der Schnellbahn mit der Begleitstraße Am Nordbahndamm begrenzt. Im Norden liegt die Alte Donau mit dem Angelibad und dem Eisenbahnerbad an der Arbeiterstrandbadstraße. Zwischen den Bädern liegt eine öffentliche Lagerwiese, in Erinnerung an die fahrenden Völker mit Romaplatz, Lovaraweg und Sintiweg benannt.

## Geschichte
Mit dem Donaudurchstich im Rahmen der Donauregulierung wurde der Bruckhaufen Teil einer großen Insel zwischen dem neuen Hauptstrom und der Alten Donau, der Grund war im Besitz des Stifts Klosterneuburg. Ab 1871 bestand auf der Insel die Militärschießstätte Kagran, der Straßenname Kugelfanggasse erinnert heute noch an den ehemaligen 100 m langen und elf Meter hohen Geschoßfangdamm.
Auch eine städtische Mülldeponie wurde auf der Insel angelegt, die bis in die 1960er Jahre genutzt wurde. Hier verkehrte von 1936 bis 1952 die Müllbahn Bruckhaufen.
Im frühen 20. Jahrhundert entwickelte sich am Bruckhaufen ein Erholungsgebiet und Wassersportgebiet mit einer Siedlung mit Badehütten und Schrebergärten. Auch dauerhafte Behausungen wurden errichtet, trotz Bauverbot. Die Bewohner verstanden sich als Teil der Siedlerbewegung und organisierten sich 1925 im Verein „Donauland“. Ende der 1920er Jahre wurde die Siedlung durch eine Änderung im Flächenwidmungsplan legalisiert. 1935 kaufte die Stadt Wien den Grund vom Stift Klosterneuburg.
Die Schnellbahn-Station Wien Strandbäder am Nordbahndamm wurde für die Erschließung von Bruckhaufen anlässlich der Wiener Internationalen Gartenschau WIG 64  im Donaupark im Jahre 1964 errichtet, und im Jahre 2000 wieder aufgelassen, nachdem die U6-Station Neue Donau eröffnet war.

## Religiöse Einrichtungen
Bei der Grünbrücke, die die Donauuferautobahn überplattet, befindet sich die Moschee des Islamischen Zentrums. Die römisch-katholische Pfarrkirche St. Elisabeth steht in der Kugelfanggasse.